# Kepler-442
Kepler-442 ist ein Stern der Spektralklasse K im Sternbild Leier, der rund 1120 Lichtjahre von der Sonne entfernt ist. Der Stern wird von mindestens einem Exoplaneten umkreist, dessen Entdeckung am 6. Januar 2015 im Rahmen der Kepler-Mission der NASA bekanntgegeben wurde. Der Planet mit der Bezeichnung Kepler-442b ist etwas größer als die Erde und befindet sich mit hoher Wahrscheinlichkeit in der habitablen Zone von Kepler-442.